# 〜歌のワイドショー〜音楽の森
『～歌のワイドショー～音楽の森』（うたのワイドショー おんがくのもり）は、テレビ東京系列で2016年10月15日から2017年3月26日にかけて毎週土曜11:03 - 11:30に放送された音楽番組である。

## 概要
音楽業界の最新情報から、普段は知ることのできないステージの裏側の情報までお伝えしていく「歌のワイドショー」。演歌・歌謡曲を中心に、『NHK紅白歌合戦』の出場経験もある大物歌手から新人歌手まで様々なゲストが出演する番組だった。2016年10月15日に放送された第1回では、ゲストに橋幸夫、市川由紀乃、丘みどりが出演した。

## 出演者
- 司会 - 宮本隆治、松丸友紀（テレビ東京アナウンサー）
- レギュラーゲスト - 木下隆行（TKO）
- アシスタント - 小林星蘭

## ネット局と放送時間
| 放送対象地域   | 放送局                | 系列           | 放送日時           | 放送開始日     | 備考       |        |
| -------------- | --------------------- | -------------- | ------------------ | -------------- | ---------- | ------ |
| 関東広域圏     | テレビ東京（TX）      | テレビ東京系列 | 土曜 11:03 - 11:30 | 2016年10月15日 | 制作局     | 制作局 |
| 北海道         | テレビ北海道（TVh)    | テレビ東京系列 | 土曜 11:03 - 11:30 | 2016年10月15日 | 同時ネット |        |
| 愛知県         | テレビ愛知（TVA）     | テレビ東京系列 | 土曜 11:03 - 11:30 | 2016年10月15日 | 同時ネット |        |
| 大阪府         | テレビ大阪（TVO）     | テレビ東京系列 | 土曜 11:03 - 11:30 | 2016年10月15日 | 同時ネット |        |
| 岡山県・香川県 | テレビせとうち（TSC） | テレビ東京系列 | 土曜 11:03 - 11:30 | 2016年10月15日 | 同時ネット |        |
| 福岡県         | TVQ九州放送（TVQ）    | テレビ東京系列 | 土曜 11:03 - 11:30 | 2016年10月15日 | 同時ネット |        |

## スタッフ
- 構成：小高弘嗣、鈴川朋治、横田俊介
- TD：近藤剛史
- VE：北村宏一、長沼伸明
- カメラ：丸山真平
- 音声：永久保仁志
- 照明：藤谷直之
- 音効：松田創
- 編集：富田一弘
- MA：大矢研二
- アートプロデューサー：小越敏彦
- デザイン：三重野基
- 美術進行：仙田拓也
- 大道具：高橋幸男
- 小道具：舘直樹
- アクリル装飾：是安弘樹
- 協力：テレビ東京ミュージック、テクノマックス、テレビ東京アート、テクノマックスビデオセンター、池田屋、山田かつら、野沢園
- AP：大山比桃美
- デスク：戸田綾音
- 演出補：佐藤裕奈、杉田美都、澤田光輝
- ディレクター：真船佳奈、三富達郎、竹内大樹
- 総合演出：宇賀神敬行
- プロデューサー：井関勇人、宮川幸二、星俊一、植木栄次、高麗倫太郎
- 制作協力：エムファーム
- 製作著作：テレビ東京